# Bingham Lake
Bingham Lake – miasto w Stanach Zjednoczonych, w stanie Minnesota, w hrabstwie Cottonwood.